# Kitamura Kunio
Kitamura Kunio (sinh ngày 4 tháng 8 năm 1968) là một cầu thủ bóng đá người Nhật Bản.

## Giải vô địch bóng đá trong nhà thế giới 1989
Kitamura Kunio được triệu tập vào đội tuyển Nhật Bản tham dự Giải vô địch bóng đá trong nhà thế giới 1989.